# 軽電鉄運営事業所

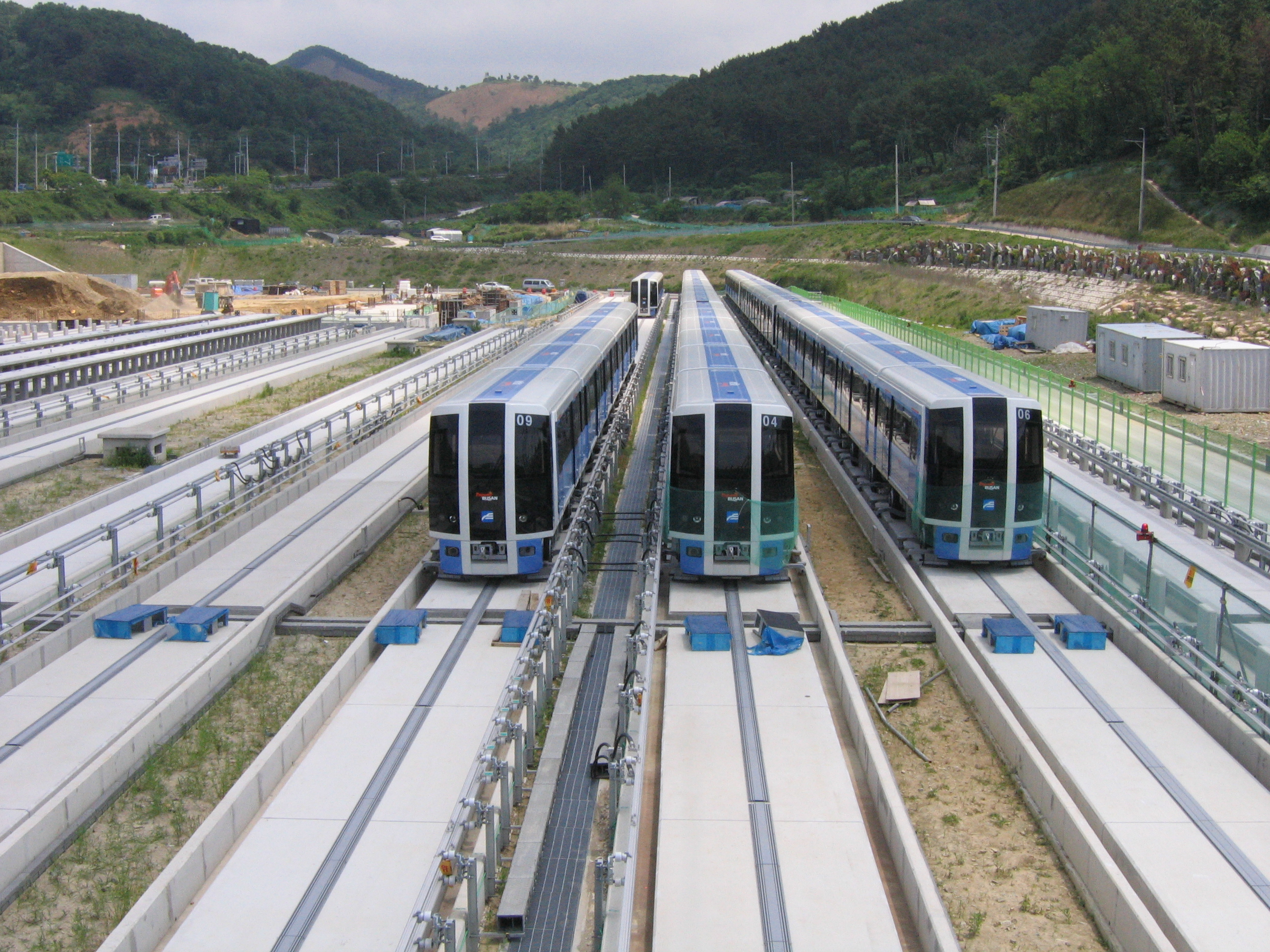
軽電鉄運営事業所

軽電鉄運営事業所（けいでんてつ うんえいじぎょうしょ、朝: 경전철운영사업소）は、大韓民国釜山広域市機張郡にある釜山交通公社4号線の車両基地。
本項では同事業所に付設する簡易駅についても記述する。

## 沿革
- 2011年1月18日：4号線の開業に先駆けて開設される[1]。
- 2011年3月30日：4号線が正式開業する[2]。

## 安平基地簡易駅
島式ホーム2面3線の4号線唯一の地上駅。釜山都市鉄道では唯一のハーフハイトタイプのホームドアを有する。
正式な旅客営業は行わないが、軽電鉄広報館や安平ヒューメトロテーマ公園を利用する旅客に限り下車することができる。
なお乗降できるのは3線のうち1線で、その中でも美南方1両目の後ドアと2両目の前ドアのみとなる。
|      | 4号線 | 未使用         |
| 上り | 4号線 | 安平、美南方面 |
|      | 4号線 | 未使用         |

## 隣の駅
釜山交通公社
 4号線
安平駅 (414) - 安平基地簡易駅